# ایوا روبر-اشتایر
ایوا روبر-اشتایر (انگلیسی: Eva Rueber-Staier؛ زادهٔ ۲۰ فوریهٔ ۱۹۵۱) بازیگر سینما، بازیگر تلویزیون و مدل اهل اتریش است.
از فیلم‌ها یا برنامه‌های تلویزیونی که وی در آن نقش داشته‌است می‌توان به اختاپوسی، جاسوسی که دوستم داشت، و فقط به خاطر چشمان تو اشاره کرد.
وی در سال ۱۹۶۹ برنده جایزه دوشیزه دنیا شده است.